# Wapen van Oostvoorne
Het wapen van Oostvoorne werd op 24 december 1817 aan de Zuid-Hollandse gemeente Oostvoorne toegekend. Het wapen bleef tot 1980, het jaar dat de gemeente op ging in de gemeente Westvoorne, gebruikt. In 1981 kwam het in het heraldisch rechter deel van het wapen van Westvoorne terug.
Het wapen is afgeleid van het heerlijkheidswapen van de heerlijkheid Oostvoorne. Het wapen werd in 1729 als zodanig genoemd.

## Blazoenering
De blazoenering van het wapen luidde als volgt:
Van keel, beladen met een burg van zilver, waarop is rustende een leeuw van goud.
Het wapen is geheel rood van kleur met daarop een zilveren toren. Op de toren ligt een gouden leeuw. In de blazoenering worden de grond waarop de burcht staat en het aantal ramen niet vermeld. Het gaat daarbij om een rode grond die uit de schildvoet omhoog komt en drie zwarte ramen. Het rode schild met daarop een rode grond en een zilveren toren met daarop een gouden leeuw zijn twee combinaties die in de heraldiek niet mogen. Door deze combinaties gaat het om een zogenaamd raadselwapen.

## Verwante wapens
De volgende wapens zijn verwant aan het wapen van Westvoorne:

Heerlijkheidswapen Zuidvoorne
Heerlijkheidswapen Westvoorne
Heerlijkheidswapen Oostvoorne